# Klasa (matematika)
Klasa je pojam iz teorije skupova. Svaku se kolekciju naziva klasom. Kolekciju { x : φ (x) } nazivamo klasom ako je φ neko svojstvo. Sve klase nisu skupovi, nego tek dio njih. Ako nisu skupovi to su prave klase. Njih je otkrio Bertrand Russell u svom paradoksu. Slijedi da je klasa x skup postoji li y takav za koji vrijedi x∈y.

## Intuitivno objašnjenje
Klasa je kolekcija objekata koji imaju neko zajedničko svojstvo. Kolekcija, npr. Đuro, Pero i Ivica, jest klasa (ljudi). To je ujedno i skup. Kolekcija: Pero, jabuka, hrabrost i šubidubi, ne bi po tome bila klasa. Klasa je na neki način općenitiji pojam od pojma skupa.
Prava klasa. Neka su za sada jedino A, B, C skupovi i nema drugih. Pitanje je možemo li načiniti skup svih skupova? Na primjer, možemo načiniti novi skup S0 koji će obuhvaćati skupove A, B, C. Je li S0 skup svih skupova? Nije, jer je S0 sada novi skup i on je ostao „neobuhvaćen“. Načinimo novi skup S1 koji obuhvaća skupove A,B,C i S0. Je li S1 skup svih skupova?. Nije, jer S1 je sada novi skup i on je ostao „neobuhvaćen“. Možemo nastaviti dalje po istom obrascu unedogled. Može se naslutiti da nije moguće načiniti skup svih skupova. Pokušaj da načinimo skup svih skupova koji bi sadržavao i sebe, vodi u proturječnost, paradoks.

(Primjer ovog paradoksa pretvorenog u mozgalicu je: „U nekom selu brico brije sve one koji se ne briju sami. Brije li brico sebe?“)

Skup svih skupova stoga ne može biti skup, već novi entitet koji je nazvan prava klasa (eng. „proper class“). Prava klasa je, po definiciji, klasa koja ne može biti član druge klase. Time je zaustavljeno nizanje S0, S1,.... Napraviti pravu klasu koja bi bila klasa svih klasa uključujući i samu sebe po definiciji nije dozvoljeno. Tako je riješena spomenuta proturječnost.